# Iglesia de San Román (Sariego)
La iglesia de San Román de Sariego es un templo católico situado en la parroquia homónima, perteneciente al concejo de Sariego (Principado de Asturias, España). Ejemplo representativo del románico rural asturiano, la estructura principal del edificio data del siglo XIII, aunque su origen es prerrománico. De este templo primitivo sólo se conserva una celosía. La iglesia sufrió numerosas modificaciones y durante la Guerra Civil fue incendiada y saqueada, siendo necesarias nuevas reformas para reanudar el culto, las cuales le darían su aspecto actual.